# A.S. Byatt
Dame Antonia Susan Duffy, geboren als Antonia Susan Drabble, vooral bekend als A.S. Byatt (Sheffield, 24 augustus 1936 – Londen, 16 november 2023) was een Brits schrijfster. Zij was Dame Commandeur in de Orde van het Britse Rijk. The Times plaatste haar in de 'top 50 beste Britse schrijvers sinds 1945'.

## Leven en werk
Byatt was de dochter van een wetenschapper en een dominante moeder. De schrijfster Margaret Drabble is haar jongere zuster, maar zij hadden nauwelijks contact. Haar jeugd, zo verklaarde ze in interviews, was niet erg gelukkig. Ze maakte moeilijk vrienden en trok zich vaak terug. Ze studeerde aan Somerville College te Oxford en Newnham College in Cambridge.
Haar vroege werk werd sterk beïnvloed door D.H. Lawrence. Met haar roman Obsessie (Possession, 1990) won ze in 1990 de Booker Prize. Obsessie beschrijft het ineenvloeien van de levenslijnen van twee wereldvreemde wetenschappers en de fictieve negentiende-eeuwse dichters waarnaar ze onderzoek doen. Byatt stelt het proces van schrijven wel voor als een soort van psychose. Ze ziet het niet als vlucht, maar als een alternatief voor de werkelijkheid, soms met een destructieve uitwerking.
A.S. Byatt werd onder meer bekend door haar kritiek op de boeken van J.K. Rowling. In 2004 sprak Byatt in Leiden de 33e Huizingalezing uit ('From soul to heart to psyche to personality). Op 8 februari 2010 ontving ze een eredoctoraat van de Universiteit Leiden. Ze ontving de Erasmusprijs 2016 voor haar bijdrage aan het genre Life Writing, een actueel onderwerp binnen de literatuur dat historische romans, biografieën en autobiografieën omvat.
Byatt overleed op 16 november 2023 op 87-jarige leeftijd.

## Publicaties (Nederlandstalig)
- A.S. Byatt: Klein zwart. Verhalenboek. (Vert. door Saskia van der Lingen). Amsterdam, De Bezige Bij, 2016. ISBN 9789023412472
- A.S. Byatt: Pauw & Wijnrank. Over William Morris en Mariano Fortuny. (Vert. door Huub Stegeman). Amsterdam, De Bezige Bij, 2016. ISBN 9789023436003
- A.S. Byatt: Ragnarök. De ondergang van de goden. (Vert. door Gerda Baardman en Marian Lameris). Amsterdam, De Bezige Bij, 2011. ISBN 978-90-234-6786-1
- A.S. Byatt: Het boek van de kinderen. (Vert. door Gerda Baardman en Marian Lameris). Amsterdam, De Bezige Bij, 2010. ISBN 9789023457015
- A.S. Byatt: Obsessie, een romance (vert. Gerda Baardman en Marian Lameris). Uitg. De Bezige Bij, Amsterdam, 5e druk, 2006. ISBN 90-234-2097-7 (Oorspr. editie: Altamira Heemstede, 1991 (ISBN 9069631687).
- A.S. Byatt: De biograaf (roman) (vert. door Hein Groen en Gijs Went). Uitg. De Bezige Bij, Amsterdam, 2001. ISBN 90-234-7034-6
- Inleiding bij de 23e druk van Rituelen van Cees Nooteboom (Amsterdam, Uitg. De Bezige Bij, 2009). ISBN 978-90-234-3946-2
- Inleiding bij het Bijbelboek Hooglied (Statenvertaling). Uitg. Atlas, Amsterdam, 1999. ISBN 90-450-0120-9